# Vladimír Koubek
Vladimír Koubek (* 1. února 1955 Hluboká nad Vltavou) je český právník a bývalý majitel českého fotbalového klubu SK Dynamo České Budějovice. Klub poprvé vedl mezi lety 2021 až 2024. Později opět od ledna 2025 do června téhož roku.

## Život a kariéra
Pochází z Hluboké nad Vltavou. Je vystudovaný advokát. Věnuje se několika podnikatelským činnostem.

### Začátky ve vedení SK Dynamo České Budějovice
Ve fotbalovém Dynamu působil již v 90. letech 20. století. V letech 2004 až 2006 působil jako místopředseda dozorčí rady. Ve roce 2015 zaujal český sportovní svět, když svému oblíbenému hokejovému klubu HC Verva Litvínov zaplatil let na sedmé finále hokejového playoff v Třinci. Litvínov hokejový Třinec porazil a Koubek s týmem oslavil titul.

### Koupě Dynama a boj o vlastnictví
V roce 2021 se stal jedním z hlavních adeptů na odkup jihočeského fotbalového klubu SK Dynamo České Budějovice. Dalším zájemcem byl bývalý fotbalista a hráč Dynama Tomáš Sivok společně s majitelem firmy Koh-i-noor Vlastislavem Břízou, nebo majitel firmy Autodraft Karel Kovář.
V květnu roku 2021 byl oficiálně oznámen jako nový majitel klubu. Předchozímu majiteli klubu Miroslavu Dvořákovi měl zaplatit přibližně 48 milionů korun.
Klub vlastnil do července 2024, kdy jej koupil člen dozorčí rady v akademii Dynama Dalibor Jirka. Prodej zvrátilo nezaplacení kompletní domluvené kupní ceny a Koubek z prodeje v listopadu odstoupil. Soud provedl 3. ledna 2025 zápis do obchodního rejstříku, podle kterého byl Dalibor Jirka z funkce odvolán. Koubek se tak znovu stal majitelem klubu. Uvedl, že klub hodlá prodat jinému majiteli a že nehodlá zastávat žádnou funkci.
V polovině dubna 2025 získal od předchozího majitele Dalibora Jirky zpět klubové akci.

### Prodej klubu
Po několika neúspěšných jednání o prodeji klubu dne 25. června 2025 dospěl k dohodě s nejmenovanou zahraniční mezinárodní investiční skupinou, zastupovanou nigerijskou podnikatelkou Dorothy Nneka Ede. Jiné zdroje tvrdily, že skutečnou majitelkou má být samotná Nneka Ede.

### Kontroverze během působení v klubu
Vladimír Koubek čelil během svého působení v Dynamu i značné kritice. Klubu způsobil některé reputační problémy. Klub dlužil svým zaměstnancům mzdy, což vyvolalo negativní ohlas jak mezi fanoušky, tak v širší veřejnosti. Koubek rovněž uzavíral sektory stadionu a v některých případech vykazoval vlastní fanoušky ze stadionů, což je ve sportovním prostředí neobvyklé. Tyto kroky vedly k napětí mezi klubem a jeho příznivci, čímž byla posílena krize v Dynamu. Z jeho kroků navíc vyplývá, že oklamal novináře, hráče, trenéry i představitele města, čímž posílil krizi v klubu.